# ㄽ
ㄽ (reviderad romanisering: rieulsiot, hangul: 리을시옷) är en av elva konsonantkluster i det koreanska alfabetet. Den består av ㄹ och ㅅ.